# 백산초등학교 (경남)
백산초등학교는 대한민국 경상남도 밀양시 하남읍 백산로 292-10 (백산리)에 있었던 공립 초등학교이다.

## 연혁
- 1946년 11월 5일 백산공립국민학교 개교(설립인가 1월 5일)
- 1952년 3월 15일 제1회 졸업
- 1982년 3월 1일 병설유치원 개원
- 1996년 3월 1일 교명 변경(백산초등학교)
- 2001년 12월 18일 별관 신축(강당겸 급식소, 특별실 3교실, 유치원)
- 2008년 2월 15일 57회 졸업(졸업생 총 2767명)
- 2012년 2월 17일 제 60회 졸업(졸업생 총 2785명)
- 2012년 9월 1일 제 21대 허은숙 교장 부임
- 2013년 2월 20일 제 61회 졸업식(7명, 총 2792명)
- 2014년 3월 1일 폐교(수산초등학교로 통합)